# Il massaggio
Il massaggio all'hammam, o Il massaggio (Le Massage, scène de Hammam), è un dipinto a olio su tela realizzato dall'artista francese Édouard Debat-Ponsan nel 1883 ed esposto al musée des Augustins di Tolosa.

## Storia
Dipinta nel 1883, di ritorno da un viaggio nella Turchia osmanica di Debat-Ponsan e di sua moglie, la tela venne presentata al Salone del 1885 e poi venne acquistata dallo stato, che la destinò al museo tolosano.

## Descrizione
Il direttore del musée des Augustins, Axel Hémery, ci vide "uno dei dipinti più belli di Debat-Ponsan (...) un'icona internazionale dell'orientalismo". I personaggi si trovano in una stanza decorata con la ceramica blu-turchese di İznik. Il quadro ritrae una donna nuda, allungata su un tavolo di marmo grigio, che non è altro che una rappresentazione della moglie del pittore. La bagnante si abbandona alle mani di una massaggiatrice nera semisvestita, con un turbante in testa, che le tende il braccio sinistro. La carne perlacea della donna bianca, in situazione di riposo e benessere, contrasta con il corpo muscoloso della donna nera, trattato in maniera più realistica e che, secondo Axel Hémery, testimonia una certa malinconia nello sguardo. A sinistra c'è un lavandino il cui aspetto richiama una nicchia antica.

## Analisi

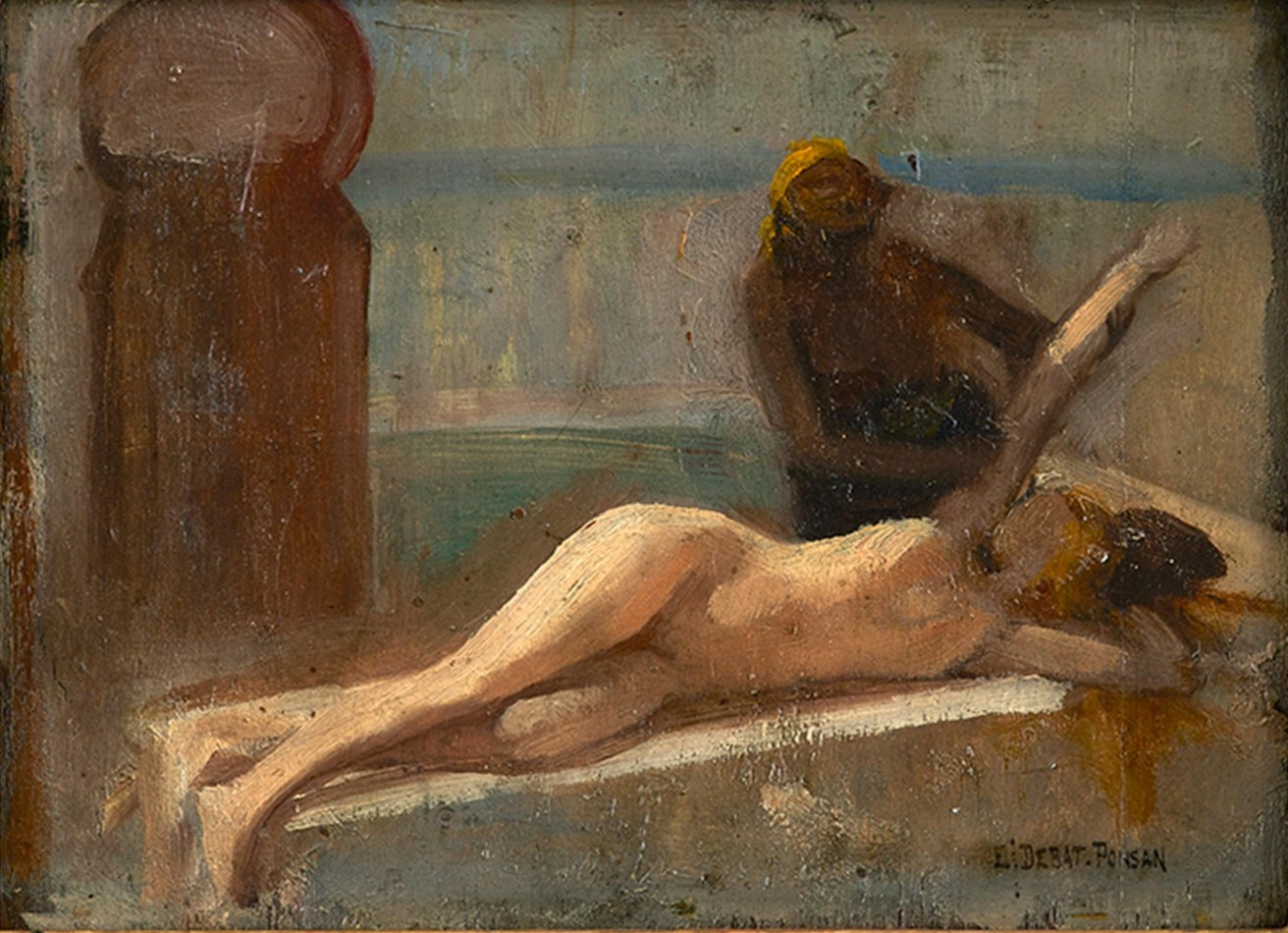
Uno studio a olio per l'opera.

Come nell'Olympia (1863), di Édouard Manet, la donna bianca è sdraiata ed è nuda, mentre la donna nera è in piedi ed è seminuda (mentre nel dipinto manetiano era vestita tranquillamente). Sebbene la tela di Debat-Ponsan risalga al 1883, dopo gli inizi dell'orientalismo, il giornalista Jean-Philippe Dagen fa notare che i ruoli sono sempre distribuiti allo stesso modo: padrona bianca e serva nera, proprio come nel Bagno moresco del 1911, dell'artista poco noto Jules Migonney, nel quale figurano due bianche nude e la nera che dipinge le unghie dei piedi a una di loro.
Per Axel Hémery, si può vedere in questo dipinto "una curiosità esotica, una condiscendenza che a volte arriva fino a uno sguardo inquisitore", "un'appropriazione da parte dell'Occidente delle bellezze dell'Oriente e un fraintendimento di questo Oriente fabbricato", ma espresse un dubbio: "Quest'opera, che mette in scena la dominazione coloniale, è forse più innocente di quanto sembri. Aveva un'ammirazione sincera per il mondo che scopriva? Non possiamo escludere questa idea."
Il dipinto, inoltre, ha una carica erotica molto più forte rispetto agli altri dipinti orientalisti dell'epoca: se il saffismo era appena accennato nel Bagno turco, l'ultimo capolavoro del pittore Jean-Auguste-Dominique Ingres, qui ha un impatto maggiore, seppur rimanendo innocente. Una scena esotica come questa, dopotutto, era un pretesto per dipingere un nudo erotico e sensuale senza che la giuria si scandalizzasse.